# 安卡拉诺
安卡拉诺（義大利語：Ancarano），是意大利泰拉莫省的一个市镇。总面积14平方公里，人口1932人，人口密度138.0人/平方公里（2009年）。ISTAT代码为067002。